# Nomada luteoloides
Nomada luteoloides är en biart som beskrevs av Robertson 1895. Nomada luteoloides ingår i släktet gökbin, och familjen långtungebin. Inga underarter finns listade i Catalogue of Life.